# Lago Strobel
Lago Strobel är en sjö i Argentina.   Den ligger i provinsen Santa Cruz, i den södra delen av landet, 1 900 km sydväst om huvudstaden Buenos Aires. Lago Strobel ligger 865 meter över havet.
Trakten runt Lago Strobel är nära nog obefolkad, med mindre än två invånare per kvadratkilometer.